# Erazm Karnkowski
Erazm Karnkowski herbu Junosza (zm. 22 sierpnia 1634) – kasztelan rypiński w latach 1618–1634, podkomorzy łęczycki w latach 1614–1617.
Syn Jana Karnkowskiego i Doroty z Moszczeńskich herbu Nałęcz. W 1623 roku ożenił się z Zofią z Kretkowskich herbu Dołęga. Jako senator wziął udział w sejmie elekcyjnym 1632 roku. Syn kasztelana lądzkiego Jana. W 1632 roku podpisał elekcję Władysława IV Wazy. Dziedzic Nowej Wsi, w 1606 roku otrzymał Lubieniec i Adamkową Wolę, w 1623 roku otrzymał Piotrowice.